# Martin Konrad Hannibal
Martin Konrad Hannibal, född 1708 i Hannover, Tyskland, död 13 maj 1766 i Clausthal, var en tysk medalj och myntgravör.
Han var son till myntgravören Ehrenreich Hannibal. Han studerade mynt och medaljgravyr för Hedlinger i Stockholm under 1730-talet. Han efterträdde sin far som gravör vid myntverkstaden i Clausthal 1743 och var verksam där fram till 1758. Bland hans mer noterbara arbeten märks medaljen över slaget vid Dettingen som han utförde 1743.